# ميخائيل إيكن
ميخائيل إيكن (بالإنجليزية: Michael Aiken)‏ هو عالم اجتماع أمريكي، ولد في 20 أغسطس 1932.